# Tony Godden
Tony Godden est un footballeur anglais né le 2 août 1955 à Gillingham, qui évoluait au poste de gardien de but.

## Biographie
Natif du Kent, Tony Godden fait ses débuts avec les amateurs d'Ashford United, avant de signer chez West Bromwich Albion. Il dispute son premier match avec les Baggies en mars 1977, lors d'une victoire 2 à 0 sur le terrain de Tottenham Hotspur, durant laquelle il remplace le gardien vétéran John Osborne (en). Cette rencontre marque également la première apparition sous le maillot de West Bromwich Albion de l'attaquant Laurie Cunningham.
Godden devient le gardien titulaire des Baggies à partir de la saison 1977-1978. Au cours des trois années qui suivent, il dispute 228 matches d'affilée avec son club, un record. Supplanté par Mark Grew (en) et Paul Barron (en), il est prêté à Luton Town pendant la saison 1982-1983, puis à Walsall en 1983-1984.
Godden quitte West Bromwich Albion au terme de la saison 1985-1986, lorsque le club est relégué en deuxième division, et signe à Chelsea. Durant son unique saison chez les Blues, il remplace régulièrement le premier gardien Eddie Niedzwiecki, blessé au genou. Il se distingue lors d'un match contre Manchester United en arrêtant deux penalties en l'espace de deux minutes (le premier tiré par Jesper Olsen et le second par Gordon Strachan), permettant à son équipe de l'emporter 1-0.
Godden passe ensuite deux saisons en deuxième division avec Birmingham City, avant de terminer sa carrière en quatrième division avec Peterborough United.